# Brachydiastematherium transylvanicum
Il brachidiastematerio (Brachydiastematherium transylvanicum) è un mammifero perissodattilo estinto, appartenente ai brontoteriidi. Visse nell'Eocene superiore (circa 40 - 35 milioni di anni fa) e i suoi resti fossili sono stati ritrovati in Romania.

## Descrizione
Conosciuto solo per una mandibola parziale, questo animale doveva essere piuttosto simile ai ben noti brontoteri nordamericani w asiatici. Dal confronto con i suoi parenti meglio noti, si suppone che Brachydiastematherium fosse di grande taglia, alto al garrese circa 2 metri e lungo forse 3 metri. La forma della mandibola richiama quella di un tipico brontoterio dell'Eocene americano, Dolichorhinus, dotato di un cranio insolitamente allungato e basso. Il nome generico, Brachydiastematherium, si riferisce al fatto che lo spazio (diastema) tra i denti anteriori e quelli posteriori fosse quasi inesistente.

## Classificazione
Brachydiastematherium transylvanicum venne descritto per la prima volta nel 1876 da Böckh & Matyasovski, sulla base di un fossile ritrovato in Transilvania (Romania) in terreni dell'Eocene superiore. Brachydiastematherium, nonostante gli scarsi resi fossili, riveste una notevole importanza, in quanto rappresenta uno dei pochissimi brontoteri europei, e quello che si è spinto più a occidente, seguendo una plausibile migrazione dall'Asia. Brachydiastematherium è probabilmente un rappresentante della sottofamiglia Brontotheriinae, alla quale appartengono i brontoteri più derivati; è possibile che fosse un membro della tribù Brontotheriini.